# Weißflankenkolibri
Der Weißflankenkolibri (Oreotrochilus leucopleurus) oder Weißflanken-Andenkolibri ist eine Vogelart aus der Familie der Kolibris (Trochilidae), die in Bolivien, Chile und Argentinien vorkommt. Der Bestand wird von der IUCN als „nicht gefährdet“ (least concern) eingeschätzt. Die Art ist monotypisch.

## Merkmale

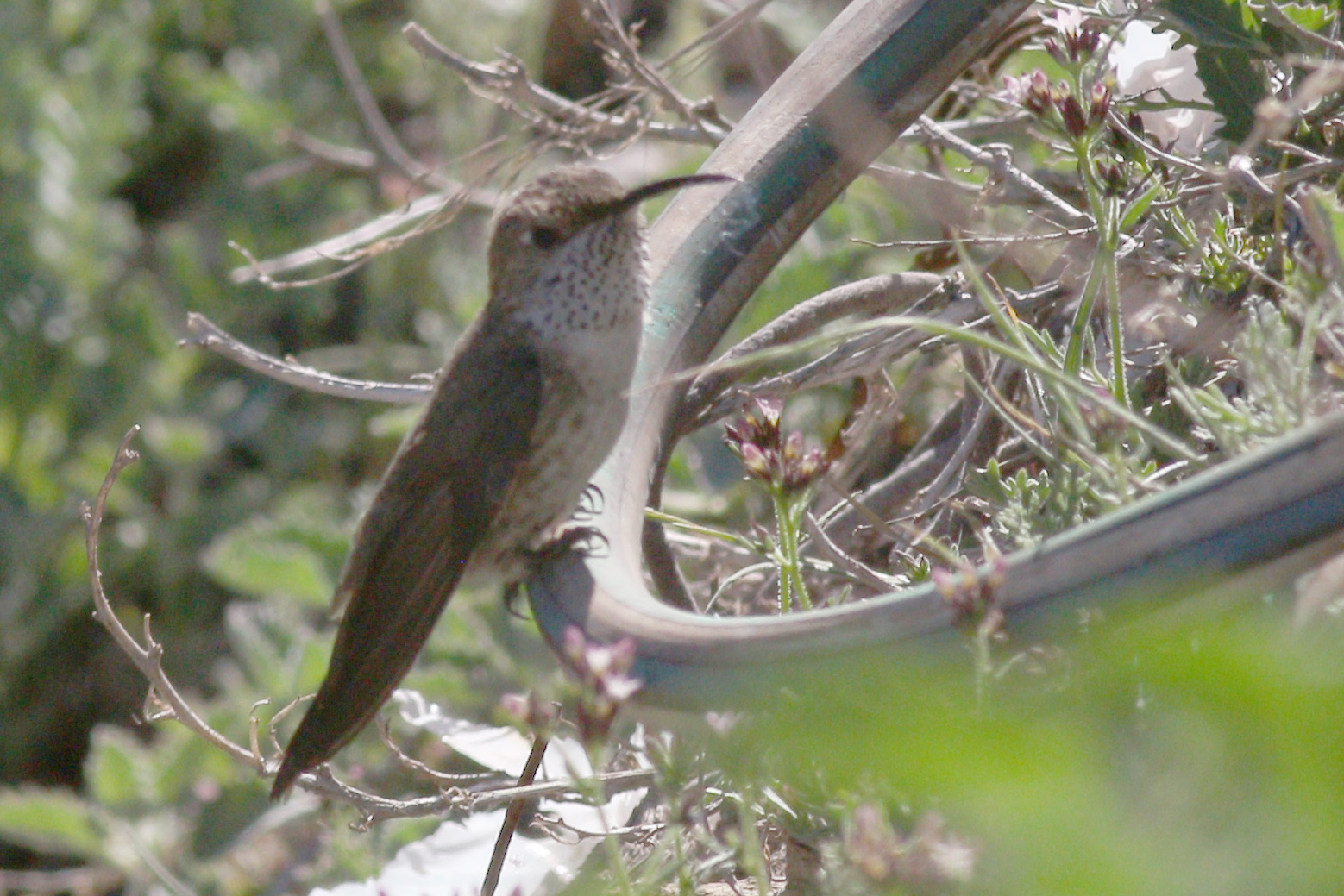
Weißflankenkolibri ♀

Der Weißflankenkolibri erreicht eine Körperlänge von etwa 13 bis 15 cm bei einem Gewicht von ca. 7,9 bis 8,4 g. Das Männchen ähnelt sehr dem Estellakolibri, mit dem er im Südwinter geographische Überschneidungen hinsichtlich des Habitats hat. Die Oberseite des Männchens ist graubraun. Die glänzende smaragdgrüne Kehle wird unterhalb durch eine schwarze Linie abgegrenzt. Der Rest der Unterseite ist weiß mit einem auffälligen blauschwarzen Mittelstreifen. Der Schwanz ist abgerundeter, kürzer und breiter als beim Estellakolibri. Die nach innen gebogenen äußeren Steuerfedern sind nur an der Basis weiß. Das Weibchen ist durchweg graubraun, aber deutlich heller auf der Unterseite. Der Schwanz ist grünschwarz. Weibchen und Jungtiere lassen sich in freier Natur fast gar nicht vom Weibchen des Estellakolibris unterscheiden, doch sind die äußeren Steuerfedern über die gesamte Länge breiter und haben eine breite dunkel grüne Querbinde. Insgesamt zeigen die äußeren drei Steuerfedern mehr Weiß und weniger Grün, als dies beim Estellakolibri der Fall ist, so dass die Binde etwas reduzierter wirkt.

## Verhalten und Ernährung
Der Weißflankenkolibri bezieht seinen Nektar hauptsächlich von den Blüten von Barnadesia, Berberitzen- und Chuquiragua-Gestrüpp, sowie größeren Puya-Pflanzen. Vermutlich fliegt er auch Kräuter an.

## Lautäußerung
Der Gesang des Weißflankenkolibris ist wenig erforscht. Die Laute beinhalten kurze tsik-Töne. Während der Balz und der Jagd gibt er ein schnelles Gezwitscher von sich.

## Fortpflanzung
Die Brutsaison des Weißflankenkolibris ist von November bis Dezember. Ein großes kelchartiges Nest wird vertikal an einer normalerweise gut geschützten Felsenwand angebracht. Ein Gelege besteht aus zwei Eiern.

## Verbreitung und Lebensraum

Verbreitungsgebiet des Weißflankenkolibris

Der Weißflankenkolibri bevorzugt Puna mit Zwergbüschen, Zylinderkakteen und Puya in Höhenlagen von 1200 bis 4000 Meter. Gelegentlich trifft man ihn bis an die Schneegrenze an. Er ist im Süden Boliviens im Departamento Tarija verbreitet, doch gibt es im Winter auch Berichte aus dem Departamento Cochabamba. Das Verbreitungsgebiet zieht sich südlich in das südliche zentrale Chile in die Región del Bío-Bío und den Süden Argentiniens im westlichen zentralen Gebiet der Provinz Santa Cruz.

## Migration
Während des Südwinters verlässt der Weißflankenkolibri normalerweise sein chilenisches Verbreitungsgebiet, doch wurden im nördlichen Chile auch nur Wanderungen in der Höhenlage nachgewiesen. Von Juni bis Oktober existieren Berichte 400 Kilometer nördlicher als üblich bis Departamento Cochabamba.

## Etymologie und Forschungsgeschichte
Die Erstbeschreibung des Weißflankenkolibris erfolgte 1847 durch John Gould unter dem wissenschaftlichen Namen Oreotrochilus leucopleurus. Das Typusexemplar stammte aus den Kordilleren Chiles. Mit der Art führte Gould die neue Gattung Oreotrochilus ein.  Der Name leitet sich aus den griechischen Wörtern ὄρος, ὄρεος óros, óreos für „Berg“ und τροχίλος trochílos für „Kiebitz, Zaunkönig, (neugriechisch: Kolibri)“ ab. Der Begriff Trochilus, den Carl von Linné 1758 für eine neue Gattung verwendete, ist historisch etwas problematisch. Dieser Begriff wurde bereits von Aristoteles für einen Vogel, der den Mund eines Krokodils aufsucht, ohne von diesem verletzt oder gar gefressen zu werden verwendet. Étienne Geoffroy Saint-Hilaire vermutete, dass Aristoteles damit den Krokodilwächter (Pluvianus aegyptius) beschrieb. Trotzdem hat sich unter den Wissenschaftlern eingebürgert, diesen Begriff im Zusammenhang mit Kolibris zu verwenden. Der Artname leucopleurus leitet sich vom griechischen λευκός leukós für „weiß“ und πλευρά pleurá für „Seite, Rippe“  ab.